# Attila à calotte grise
Attila bolivianus
Ne doit pas être confondu avec Attila à tête grise.
Espèce
Statut de conservation UICN

 LC  : Préoccupation mineure
L'Attila à calotte grise (Attila bolivianus), également appelé Attila de Lafresnaye ou Moucherolle de Lafresnaye, est une espèce de passereau de la famille des Tyrannidae.

## Sous-espèces
Cet oiseau est représenté par 2 sous-espèces :
- Attila bolivianus bolivianus  : sud-ouest de l'Amazonie (sud-est du Pérou, sud-ouest du Brésil et nord de la Bolivie) ;
- Attila bolivianus nattereri Hellmayr, 1902[2] : centre de l'Amazonie péruvienne (notamment au Sud de l'Amazone) et sud-est de la Colombie, en direction de l'est le long des deux rives de l'Amazone, jusqu'à l'est du Brésil[1].